# L'Espion qui venait de chez moi
L’Espion qui venait de chez moi (France) ou Bart au grand cru (Québec) (The Crepes of Wrath) est le 11e épisode de la première saison de la série télévisée d'animation Les Simpson.

## Synopsis
Homer marche sur la planche à roulettes de Bart et se retrouve immobilisé jusqu'à l'arrivée de Marge. Alors que Bart range sa chambre sous les ordres de Marge, il trouve une cerise explosive et décide de la faire exploser dans les toilettes de l'école mais, la journée où il décide d'exécuter son plan correspond à celle où Agnès, la mère du principal Skinner, visite l'école, le surnommant « poussin » devant ses élèves. Bart exécute son plan au même moment où Agnès est dans les toilettes des filles. L'explosion résultante fait jaillir de l'eau de toutes les toilettes, y compris celle où elle se trouve, et enrage Skinner au plus haut point. Le principal propose donc aux Simpson de l'« exiler » en le faisant participer à un programme d'échange étudiant. Bart est alors envoyé en France tandis que les Simpson accueillent un étudiant albanais.
En France, Bart est accueilli par deux vignerons sans scrupules, César et Ugolin, qui le traitent comme un esclave. Bart doit ramasser et écraser des raisins, dormir par terre et tester du vin contaminé avec de l'antigel. Pendant ce temps à Springfield, Adil s'avère être un garçon aimable et serviable et Homer l'aime tout de suite, sans savoir que c'est un espion envoyé par son gouvernement pour obtenir des secrets de la centrale nucléaire. Homer lui fait faire une visite sans se soucier des nombreuses photographies que prend Adil.
Par la suite, Bart réussit à s'évader et s'enfuir de ses bourreaux abusifs et informe les autorités des méfaits de César et Ugolin. Les vignerons sont donc arrêtés et Bart est considéré comme un héros, ce qui clôture bien son voyage en France. Adil est capturé par des agents du FBI et est ensuite échangé contre un agent américain retenu en Albanie.
Et Bart ramène des souvenirs de la France pour ses proches.
Notes à la fin de l'épisode : En VO, Bart dit en français "Mon père quel bouffon !" et Homer dit "My boy speaks French!".
En VF, Bart dit "C'est pas du mousseux c'est du champagne !" et Homer dit "Bart est un vrai français".
En VQ, Bart dit "Mon père quel con !" et Homer dit "Bart parle comme les français".

## Références culturelles

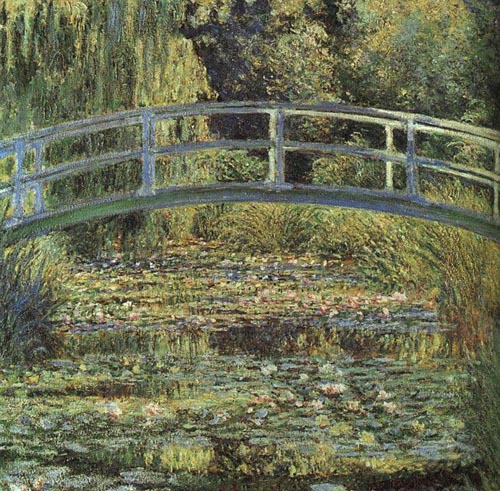
Bassin aux nymphéas de Claude Monet.
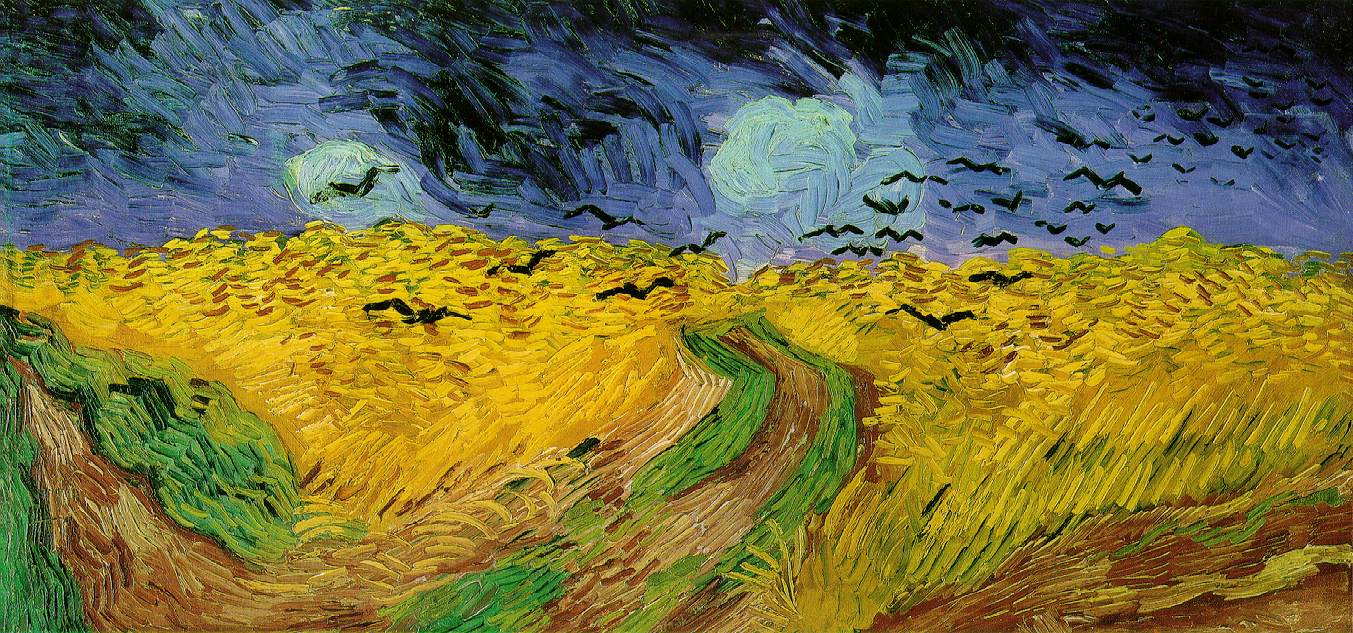
Champ de blé aux corbeaux de Vincent van Gogh.
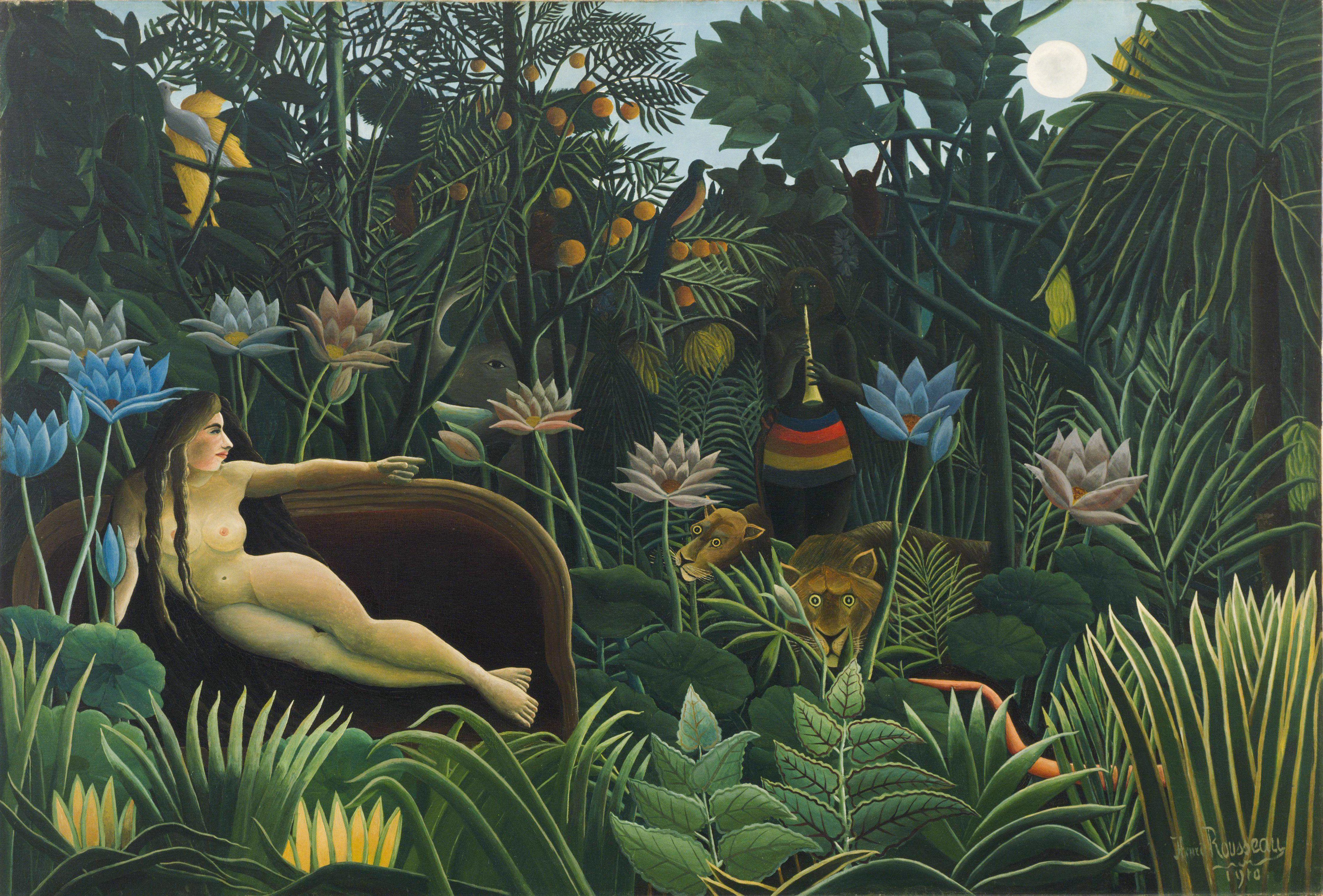
Le rêve de Henri Rousseau.
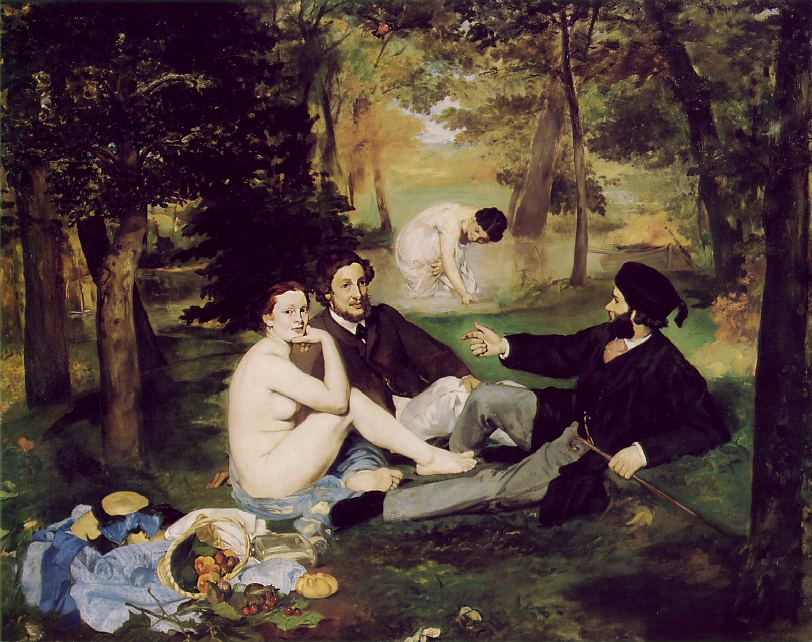
Déjeuner sur l'herbe d'Édouard Manet.